# Diaminokwasy
Diaminokwasy (kwasy diaminokarboksylowy) – organiczne związki chemiczne z grupy aminokwasów, w cząsteczce, których występuje przynajmniej jedna grupa karboksylowa i dwie aminowe grupy funkcyjne.

## Funkcje w biochemii
Do diaminokwasów białkowych (tworzących cząsteczki białka) zaliczają się asparagina, glutamina i lizyna. Zaliczają się one do aminokwasów kationowych. W materiale genetycznym występują odpowiadające im kodony.
Do diaminokwasów niebiałkowych zaliczają się ornityna oraz kwas 2,6-diaminopimelinowy (pochodna kwasu pimelinowego).
W biochemii diaminokwasy cieszą się szczególnym zainteresowaniem. Wykorzystywane są do syntezy specyficznych kwasów peptydonukleinowych, jak daPNA. Sztuczne kwasy peptydonukleinowe zdolne są do formowania podwójnych struktur z pojedynczymi łańcuchami DNA bądź RNA. Są więc nie tylko analogami DNA, ale też rozważa się je jako związki mogące stanowić pierwszy rodzaj materiału genetycznego na Ziemi. Odpowiednie diaminokwasy, jak kwas 2,3-diaminopropanowy, odkryto w meteorycie Murchison, obecne są też w symulacjach komet.